# Baranlir
Baranlir est un village du Sénégal situé en Basse-Casamance. Il fait partie de la communauté rurale de Djinaky, dans l'ancien arrondissement de Diouloulou, le département de Bignona et la région de Ziguinchor.
Lors du dernier recensement (2002), le village comptait 880 habitants et 122 ménages.